# Корсиканське королівство
Корсиканське королівство (італ. Regno di Corsica) — державне утворення, що існувало на Корсиці впродовж березня по листопад 1736 року. Зрештою, воно повернулося в особисту унію з Генуезькою республікою, а у 1768 році було передано Французькому королівству, щоб погасити борги, укладені з Францією (щоб покрити витрати на утримання французьких військ, які, висадившись у 1764 році, повинні були повернути острів під владу Генуї, витрати, які Генуя зобов'язалася покрити за Комп'єнським договором).

## Історія

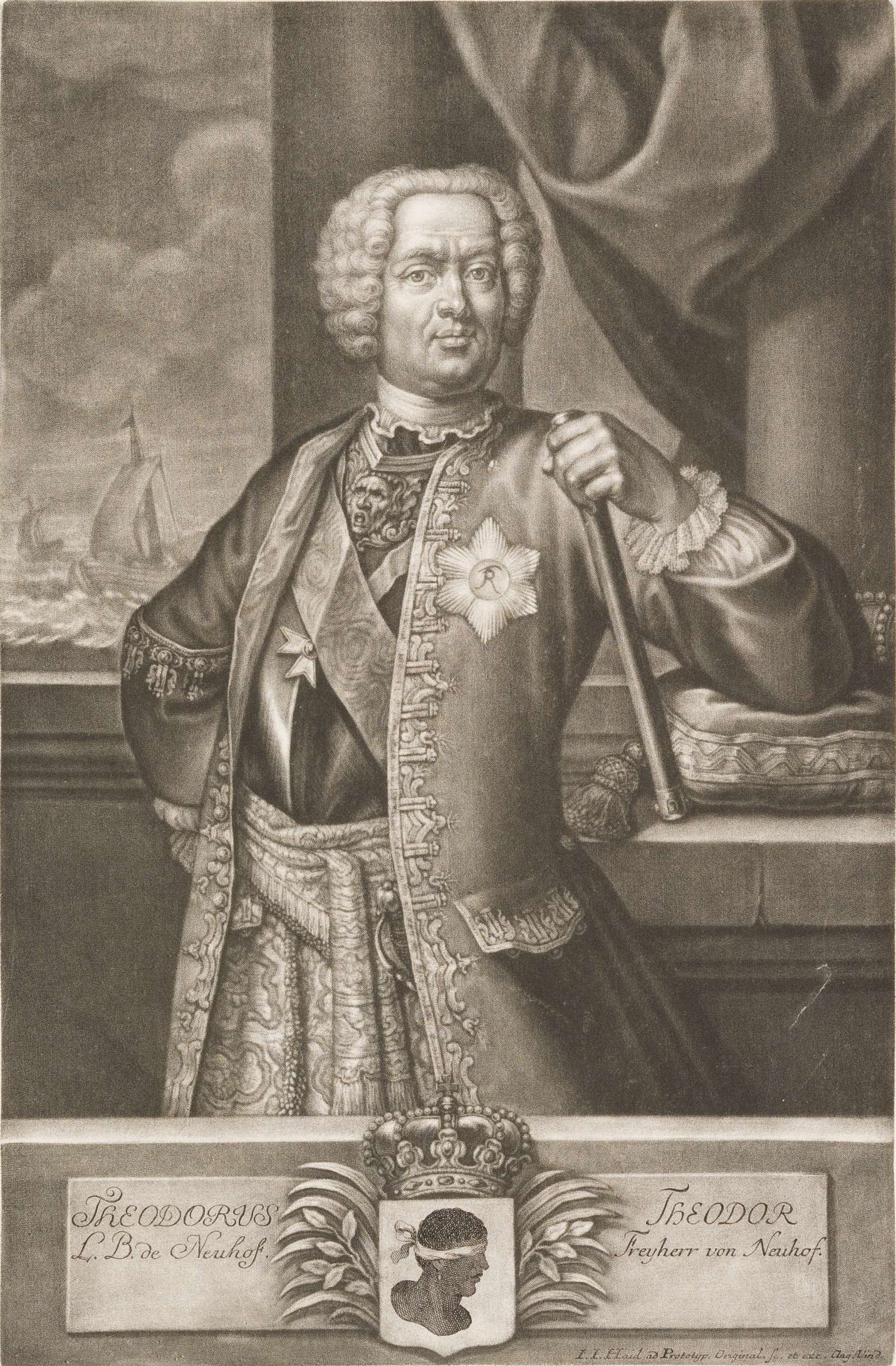
Теодор Стефан фон Нойгофф на офіційному портреті

Корсиканське королівство виникло внаслідок антигенуезьких повстань корсиканців, які перебували під владою Генуезької республіки. Саме в Генуї німецький авантюрист барон Теодор Стефан фон Нойгофф зустрівся з корсиканськими повстанцями та вигнанцями й переконав їх, що зможе відновити незалежність корсиканського острова, звільнивши його від генуезької тиранії. Його вимогою було те, що після успішного завершення операції він буде коронований як суверен новоствореної держави.
За допомогою бея Тунісу він висадився на Корсиці в березні 1736 року з великим загоном солдатів. Острів'яни, чиї попередні повстання були марними, надихнулися обіцянками нового королівства, і німецький барон був обраний королем того ж місяця. Він прийняв титул короля Теодора I Корсиканського, видав укази, заснував лицарський орден і водночас оголосив війну Генуезькій республіці. Спочатку всі ці успіхи приносили свої плоди, але боротьба з повстанцями незабаром виявилася невигідною для могутніх генуезців, які призначили ціну за голову амбітного німецького дворянина і розклеїли на публічних площах памфлети про його нещасливе минуле. Тому Теодор I був змушений покинути Корсику в листопаді 1736 року в пошуках зовнішньої підтримки, щоб повернутися на острів і знову зайняти свій трон, який він вважав «законним». Отримавши відмову від Іспанії та Неаполітанського королівства, він вирушив у вигнання до Голландською республіки, де був заарештований за борги в Амстердамі.
Після звільнення Теодор відправив свого племінника на Корсику з кількома озброєними людьми; він повертався на Корсику в 1738, 1739 і 1743 роках, але союзні генуезькі та французькі війська продовжували переможно окуповувати острів. У 1749 році він вирушив до Англії в пошуках більшої підтримки, але знову заліз у борги, через які знову потрапив у полон до Лондона, де жив завдяки допомозі свого друга, англійського письменника та політика Гораса Волпола, і де помер у 1756 році.

## Адміністративний поділ
Старий адміністративний поділ острова, організований з 1481 року Генуєю на 2 Банде, продовжував зберігатися до проведення реформи.
- Помонте або Банда ді Фуорі (Аяччо, Кальві, Сагона, Бастеліка, Боніфачо)
- Чизмонте або Банда ді Дентро (Бастія, Сан-Фіоренцо, Ізола-Росса, Корте, Червіоне, Альєрія, Порто-Веккіо)